# Ernest John Obiena
Ernest John Uy Obiena (* 17. November 1995 in Manila) ist ein philippinischer Leichtathlet, der sich auf den Stabhochsprung spezialisiert hat. Seit 2021 ist er Inhaber des Asienrekords in dieser Disziplin. 2022 gewann er bei den Weltmeisterschaften in Eugene die Bronzemedaille und 2023 bei den Weltmeisterschaften in Budapest die Silbermedaille. Zudem siegte er bei den Asienspielen und Asienmeisterschaften und zählt damit zu den erfolgreichsten Leichtathleten seines Landes.

## Sportliche Laufbahn
Erste internationale Erfahrungen sammelte Ernest Obiena bei den Südostasienspielen 2015 in Singapur, bei denen er mit übersprungenen 5,25 m die Silbermedaille hinter dem Thailänder Porranot Purahong gewann. 2016 nahm er an den Hallenasienmeisterschaften in Doha teil und wurde dort mit 5,40 m Vierter. Im Jahr darauf gewann er bei den Asienmeisterschaften in Bhubaneswar mit 5,50 m die Bronzemedaille hinter dem Chinesen Ding Bangchao und Masaki Ejima aus Japan. 2018 nahm er erstmals an den Asienspielen in Jakarta teil und wurde dort mit 5,30 m Siebter. Im Jahr darauf siegte er überraschend mit neuem Meisterschafts- und Landesrekord bei den Asienmeisterschaften in Doha und anschließend auch bei der Sommer-Universiade in Neapel mit 5,76 m. Er nahm auch an den Weltmeisterschaften in Doha teil und schied dort mit 5,60 m in der Qualifikation aus. Anfang Dezember siegte er bei den Südostasienspielen in Capas mit neuem Spielerekord von 5,45 m. 2020 wurde er bei der Golden Gala mit 5,80 m Dritter. Im Februar 2021 verbesserte er in Łódź seinen eigenen Landesrekord in der Halle auf 5,86 m. Anfang Juni siegte er mit 5,70 m beim Göteborg Friidrott GP und siegte dann mit 5,80 m beim #True Athletes Classics und steigerte sich beim Memoriał Ireny Szewińskiej auf 5,87 m und wurde damit Zweiter. Anfang August erreichte er bei den Olympischen Spielen in Tokio das Finale und wurde dort mit 5,70 m Elfter. Anschließend gelangte er beim Meeting de Paris mit 5,91 m auf Rang zwei und siegte im September mit neuem Asiensrekord von 5,93 m bei der Golden Roof Challenge in Innsbruck.
Im März 2022 stellte er in Rouen mit 5,91 m eine neue Hallenbestleistung auf und verteidigte im Mai bei den Südostasienspielen in Hanoi mit neuem Meisterschaftsrekord von 5,46 m seinen Titel. Im Juli gewann er bei den Weltmeisterschaften in Eugene mit neuem Asienrekord von 5,94 m im Finale die Bronzemedaille hinter dem Schweden Armand Duplantis und Christopher Nilsen aus den Vereinigten Staaten. Ende August wurde er bei der Athletissima mit 5,80 m Dritter und kurz darauf siegte er mit 5,91 m beim Memorial Van Damme. Wenige Tage darauf siegte er mit 5,81 m bei der Gala dei Castelli. Im Jahr darauf verbesserte er bei den Südostasienspielen in Phnom Penh den Spielerekord auf 5,65 m. Anfang Juni verbesserte seinen eigenen Asienrekord in Norwegen auf 6,00 m und wurde dann bei den Bislett Games in Oslo mit 5,81 m Dritter, ehe er bei der Bauhaus-Galan mit 5,82 m Zweiter wurde. Im Juli siegte er bei den Asienmeisterschaften in Bangkok mit neuem Meisterschaftsrekord von 5,91 m und wurde dann beim Herculis mit 5,82 m Zweiter. Im August übersprang er bei den Weltmeisterschaften in Budapest im Finale sechs Meter und gewann damit die Silbermedaille hinter dem Schweden Armand Duplantis. Im September 2023 wurde er beim Memorial Van Damme mit 5,92 m Dritter und beim Prefontaine Classic wurde er mit 5,82 m Zweiter. Im Oktober desselben Jahres siegte er dann mit neuem Spielerekord von 5,90 m bei den Asienspielen in Hangzhou. 2024 wurde er bei den Hallenweltmeisterschaften in Glasgow mit 5,65 m nur Neunter. Im Mai siegte er mit 5,80 m beim USATF Los Angeles Grand Prix und wurde bei den Bislett Games mit 5,72 m Dritter. Im Juni siegte er mit 5,97 m beim Memoriał Ireny Szewińskiej, ehe er bei den Olympischen Sommerspielen in Paris mit übersprungenen 5,90 m im Finale als Vierter eine Medaille verpasste. Anschließend wurde er bei der Athletissima mit 5,82 m Dritter.
2025 gewann er bei den Asienmeisterschaften in Gumi mit 5,77 m zum dritten Mal.
2019 wurde Obiena philippinischer Meister im Stabhochsprung.